# Johan Sætre
Johan Sætre (Trysil, 5 gennaio 1952) è un ex saltatore con gli sci norvegese.

## Biografia
Debuttò in campo internazionale in occasione della tappa del Torneo dei quattro trampolini di Oberstdorf del 30 dicembre 1973 (45°). In Coppa del Mondo esordì il 30 dicembre 1979 a Oberstdorf (11°), ottenne il primo podio il 1º gennaio 1980 a Garmisch-Partenkirchen (3°) e l'unica vittoria il 23 gennaio 1981 a Gstaad.
In carriera prese parte a due edizioni dei Giochi olimpici invernali, Innsbruck 1976 (18° nel trampolino normale, 13° nel trampolino lungo) e Lake Placid 1980 (14° nel trampolino normale, 31° nel trampolino lungo) e a una dei Campionati mondiali, vincendo una medaglia.

## Palmarès
- 1 medaglia:
  - 1 oro (gara a squadre a Oslo 1982)

### Coppa del Mondo
- Miglior piazzamento in classifica generale: 6º nel 1980 e nel 1981
- 9 podi (tutti individuali):
  - 1 vittoria
  - 4 secondi posti
  - 4 terzi posti

#### Coppa del Mondo - vittorie
| Data            | Località | Nazione  | Trampolino        |
| --------------- | -------- | -------- | ----------------- |
| 23 gennaio 1981 | Gstaad   | Svizzera | Mattenschanze K88 |

#### Torneo dei quattro trampolini
- 3 podi di tappa[1]:
  - 1 secondo posto
  - 2 terzi posti

## Riconoscimenti
- Medaglia Holmenkollen nel 1981